# げんこつRADIO SHOW!
げんこつRADIO SHOW!（げんこつれいでぃおしょー！）は、土曜 13:30～17:00にFM PORTにて放送されていたラジオ番組。DJはJIROが担当。新潟にある本社ではなく、「赤坂レクシムスタジオ」と称したスタジオからの生放送である。
毎週生ゲスト(週によっては2組)が登場する。
2014年3月29日放送で終了。

## 概要
- ｢笑いと音楽のコラボレーション｣が番組のテーマ。リスナーからのFAXやe-mailを紹介してトークを展開していく。
- LIFE INFORMATION(天気、交通情報)が挿入される。天気はJIRO自らが、交通情報(1時間に1回)は日本道路交通情報センターの担当者が伝える。
- 番組開始当初は、JIROの納豆嫌いを克服させるため、毎週、納豆料理のレシピを募集していた。中には好評だった料理もある。

## コーナー
- へっぽこWeekly Flash
- JIROのリコメンド
- 天声JIRO語
- SPECIAL GUEST1
- JIRO'S BAR
- ニューアルバム特集
- SPECIAL GUEST2

## その他
- 2007年1月6日16時より、田中真紀子をスペシャルゲストとして迎え、対談をした。
- 2009年11月21日の放送から、送出スタジオを、これまでの「中目黒GOGOスタジオ」から「赤坂レクシムスタジオ」へ変更した。